# Лахденпохья
Лахденпо́хья або Ла́хденпохья (до 1918 — Якімварська станція, станція Якимвара; також станція Лахденпохья; фін. Lahdenpohja) — місто (з 1945 року) в Росії в складі Республіки Карелія, розташоване в Північному Приладожжі. Адміністративний центр Лахденпохського району утворює Лахденпохське міське поселення.
Історична місцевість проживання карельських ладожан в Якимварській затоці, що отримала свою назву на згадку про шведського полководця Якоба Делагарді. Спочатку входила в Кірьязький цвинтар Новгородської землі; з часів Смутного часу до закінчення Північної війни місцевість переходила з рук до рук. У царську епоху з XIX століття — населений пункт у Виборзькій губернії, транспортний вузол Сердобольського поштового тракту. Після революції 1917 року аж до Зимової війни Якимварська станція входила до складу незалежної Фінляндії; за підсумками Другої Світової війни, увійшла до складу РРФСР і проголошена містом.

## Географія
Місто розташоване на березі Якимварської затоки Ладозького озера на річці Аура-йоки.

## Історія
Перші сліди перебування людини у цих краях датуються близько 2000 року. до нашої ери.
До 800-1100 років з'явилися перші селища, на узбережжі Ладозького озера були побудовані фортеці.
У 1323 році територія нинішнього Лахденпохського району стала частиною Кірьязького цвинтаря Новгородської республіки, який наприкінці XV ст. разом з іншими новгородськими землями увійшов до складу Російської держави.
Згідно з умовами Столбовського договору в 1617 році, територія Кірьязького цвинтаря увійшла до складу Шведського королівства.
У 1721 р., в результаті Північної війни, територія району була звільнена російськими військами і знову приєднана до Росії.
З 1809 року територія у складі Великого князівства Фінляндської Російської імперії.

### У складі Фінляндії
З 1918 (після проголошення незалежності Фінляндії) до закінчення Радянсько-фінської війни 1939-1940 Лахденпохья — кунта (муніципалітет або волость Фінляндії).
До 1924 р. місто називалося Сієклахті (відомо з 1600 р.), входив до складу селища Яккіма.
У 1920—1930 pp. розвивалися деревообробні комбінати, будувалися лісопильні та целюлозні заводи. На базі промислового підприємства АТ «Лаатокан Пуу» з'явилося селище Лахденпох'я; 1924 р. селище набуло статусу селища міського типу.
В 1925 Держрада Фінляндії затвердила створення в Лахденпох'ї фанерного комбінату зі статутним капіталом 5 млн марок.

### У роки радянсько-фінських воєн 1939-1940 і 1941-1944 р. м.
За підсумками Радянсько-фінської війни (1939-1940) Лахденпохья відійшла до СРСР відповідно до умов Московського мирного договору 1940; включена до складу Карело-Фінської РСР. Фінляндією було здійснено евакуацію фінського населення всього Північного Приладожжя.
Торішнього серпня 1941 року під час Другої світової війни (Радянсько-фінська війна (1941—1944)) фінські війська вийшли до Ладоги і опанували Яаккимой і Лахденпохьей. У міру просування лінії фронту частина фінських жителів змогла повернутися з евакуації ще до 1942 року. У 1942 р. у свої будинки повернулося понад 70% жителів кунти Лахденпох'я. Радянська історична наука вважає Лахденпохью окупованою фінськими військами з вересня 1941 по вересень 1944 року.
Після Московського перемир'я 1944 Лахденпохья знову відійшла до СРСР, її знову покинуло фінське населення.

### У складі СРСР
Після переходу Лахденпох'ї до СРСР у будівлі лютеранської кірхи був табір військовополонених.
У 1956—91 рр. Лахденпохья — місто у складі Карельської АРСР. Лютеранську церкву використовували як гуртожиток, та був склад міськторгу. У 1977 р. церква згоріла.

### Пострадянський період
На початку 1990-х років до руїн кірхи було повернуто два гранітні блоки пам'ятника місцевим фінським воїнам, які загинули 1918 р., встановлено пам'ятний хрест.

## Зображення

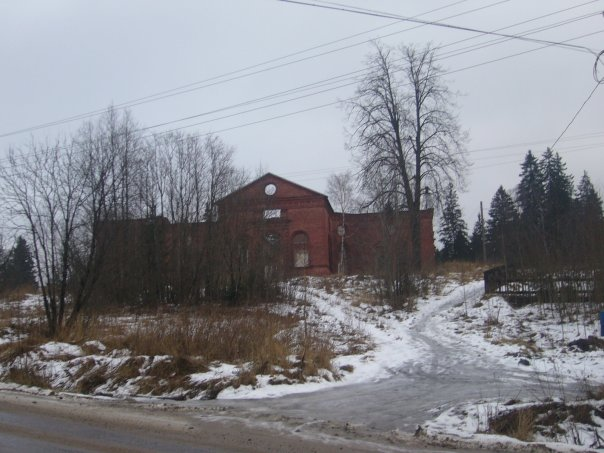
Руїни лютеранської церкви парафії Яккіма (Лахденпохський район)
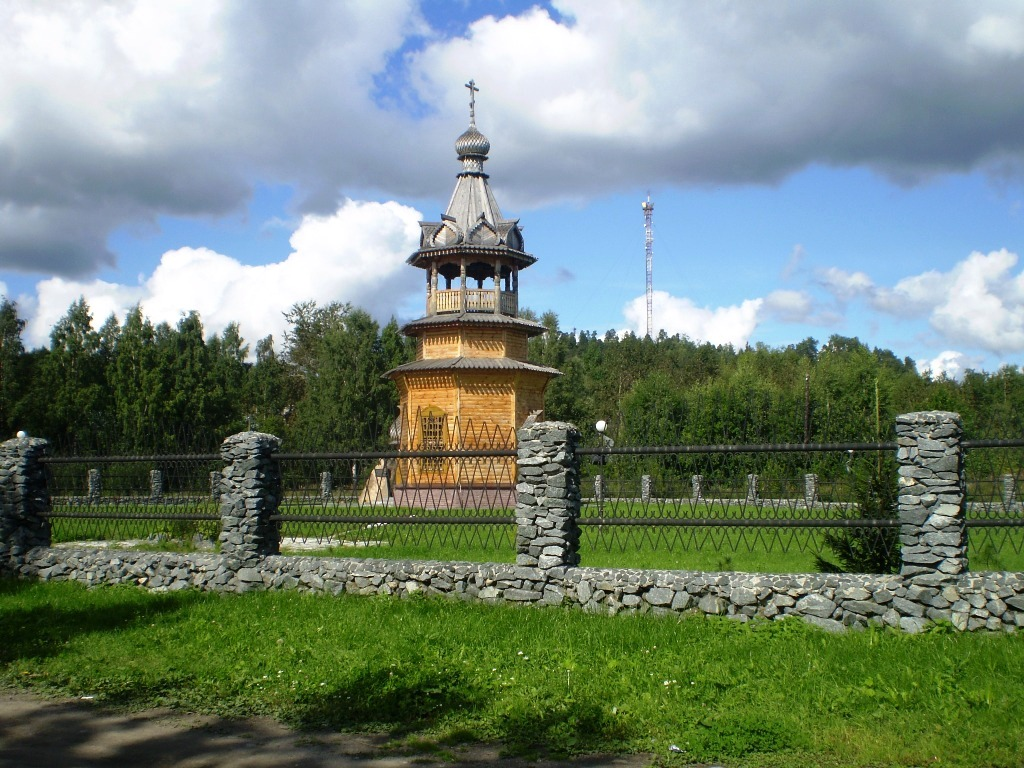
Каплиця Св. Великомученика Валентина, 2004 р.